# Diana Lynn
Diana Lynn (nascida Dolores Marie Loehr, Los Angeles, Califórnia, 5 de julho de 1926  – Nova Iorque, Nova Iorque, 18 de dezembro de 1971) foi uma atriz norte-americana.

## Biografia
Ela era filha de Louis William Loehr, um executivo de fornecimento de petróleo, e Martha Loehr, uma pianista de concertos. Ela foi considerada uma criança prodígio. Ela começou a ter aulas de piano quando ela tinha 4 anos, e aos 12 anos, ela tocou com a 'Orquestra Sinfônica Júnior de Los Angeles.
Em 1939 ela fez sua estreia no cinema tocando piano em “They Shall Have Music”. Ela tocou novamente, com Susanna Foster, em “There's Magic in Music”, quando foi decidido que ela tinha mais potencial do que foi autorizado a mostrar. Mais tarde, Paramount Pictures mudou seu nome para Diana Lynn. Eles começaram a lançá-la em filmes que lhe permitiram mostrar sua personalidade e desenvolver suas habilidades como atriz. Como pianista solo ela lançou pelo menos um single em Capitol Records, acompanhada pela orquestra de Paul Weston.
Em 1964, Lynn teve um período de seis meses na Broadway, substituindo Barbara Bel Geddes em “Mary, Mary”. No início dos anos 50, ela e Maurice Evans atuaram em “The Wild Duck” na Broadway.
Antes da filmagem de “Play It as It Lays”, Lynn sofreu um acidente vascular cerebral e morreu em 18 de dezembro de 1971 em Nova Iorque.

## Filmografia parcial
- They Shall Have Music (1939) - Pianist (não creditado)
- The Hard-Boiled Canary (1941) - Dolly Loehr
- The Major and the Minor (1942) - Lucy Hill
- Star Spangled Rhythm (1942) - Herself (não creditado)
- Henry Aldrich Gets Glamour (1943) - Phyllis Michael
- The Miracle of Morgan's Creek (1944) - Emmy Kockenlocker
- And the Angels Sing (1944) - Josie Angel
- Henry Aldrich Plays Cupid (1944) - Phyllis Michael
- Our Hearts Were Young and Gay (1944) - Emily Kimbrough
- Out of This World (1945) - Betty Miller
- Duffy's Tavern (1945) - Diana Lynn
- The Bride Wore Boots (1946) - Mary Lou Medford
- Our Hearts Were Growing Up (1946) - Emily Kimbrough
- Easy Come, Easy Go (1947) - Connie Donovan
- Variety Girl (1947) - Diana Lynn
- Ruthless (1948) - Martha Burnside / Mallory Flagg
- Texas, Brooklyn & Heaven (1948) - Perry Dunklin
- Every Girl Should Be Married (1948) - Julie Howard
- My Friend Irma (1949) - Jane Stacey
- Paid in Full (1950) - Nancy Langley
- Rogues of Sherwood Forest (1950) - Lady Marianne de Beaudray
- My Friend Irma Goes West (1950) - Jane Stacey
- Peggy (1950) - Peggy Brookfield
- Bedtime for Bonzo (1951) - Jane Linden
- The People Against O'Hara (1951) - Virginia 'Ginny' Curtayne
- Meet Me at the Fair (1952) - Zerelda Wing
- Plunder of the Sun (1953) - Julie Barnes
- Track of the Cat (1954) - Gwen Williams
- An Annapolis Story (1955) - Peggy Lord
- You're Never Too Young (1955) - Nancy Collins
- The Kentuckian (1955) - Susie Spann
- Company of Killers (1970, Filme para TV) - Edwina DeSalles